# Michel Tornéus
Trésor Michel Komesha Tornéus (né le 26 mai 1986 à Botkyrka) est un athlète suédois, spécialiste du saut en longueur.

## Biographie
Son père est originaire de la République démocratique du Congo, d'où ses prénoms. Six fois champion de Suède (quatre fois en plein air et deux fois en salle), il a terminé 4e des Championnats d'Europe juniors 2005. Il réalise 8,12 m (PB) lors des qualifications des Championnats d'Europe d'athlétisme 2010.
Il participe fin juin 2012 aux Championnats d'Europe d'Helsinki et remporte la médaille de bronze avec la marque de 8,17 m (vent nul) réalisée dès son premier essai. Il est devancé par l'Allemand Sebastian Bayer et l'Espagnol Luis Felipe Méliz. Le 22 juillet, Michel Tornéus établit un nouveau record de Suède en atteignant 8,22 m (vent favorable de 2,0 m/s, maximum autorisé) lors du meeting de Kuortane, en Finlande, améliorant de trois centimètres l'ancienne meilleure marque nationale en plein air détenue par Mattias Sunneborn depuis la saison 1996,. Au début d'août, aux Jeux olympiques de Londres, il réussit un saut à 8,11 m (-0,7 m/s) à son quatrième essai mais termine qu'au pied du podium, derrière le Britannique Greg Rutherford (8,31 m), l'Australien Mitchell Watt (8,16 m), et l'Américain Will Claye qui ne le devance que d'un centimètre pour la médaille de bronze. 
Lors des championnats d'Europe en salle, disputés sur son sol à Göteborg, en mars 2013, Michel Tornéus entame son concours en améliorant de sept centimètres son propre record national avec 8,27 m. Devancé par le Russe Aleksandr Menkov qui réalise 8,28 m au saut suivant, puis 8,31 m à sa quatrième tentative, Tornéus ajoute deux centimètres au record de Suède en établissant la marque de 8,29 m à son ultime essai. Il termine deuxième du concours, derrière Menkov et devant l'Allemand Christian Reif (8,07 m).
En 2014, il décroche la médaille de bronze des championnats du monde en salle, à Sopot en Pologne, devancé par le Brésilien Mauro Vinícius da Silva et le Chinois Li Jinzhe. Fin août, il termine cinquième des championnats d'Europe de Zurich.
Michel Tornéus remporte son premier titre international majeur en mars 2015 à Prague à l'occasion des championnats d'Europe en salle. Il établit à cette occasion un nouveau record de Suède en salle avec 8,30 m. Blessé pour le reste de la saison, le Suédois a du mal à retrouver les grandes performances jusqu'au 2 juillet 2016 où il saute 8,05 m à Monachil. Le 6 juillet, il réalise 8,19 m (+ 2,5 m/s) en qualifications des Championnats d'Europe d'Amsterdam puis 8,21 m (+ 2,1 m/s) en finale où il s'empare de la médaille d'argent derrière le Britannique Greg Rutherford (8,25 m).
Deux jours après ce titre continental, Tornéus établit un nouveau record de Suède à Monachil à 8,44 m, améliorant en altitude très largement ses 8,22 m de 2012.
Le 4 mars 2017, il participe à la finale des Championnats d'Europe en salle de Belgrade où il est en mesure de remporter un 2d titre consécutif. Dès le 1er essai, le Suédois prend la tête du concours avec 8,08 m, marque qu'il n'améliora pas du reste du concours. Mais au 6e et dernier essai, l'Albanien Izmir Smajlaj égale cette marque (record national) et le devance au bénéfice du 2d meilleur saut mesuré (7,98 m pour Tornéus contre 8,02 m pour Smajlaj). Tornéus ne peut répondre à cette performance et est obligé de s'emparer de l'argent, laissant Smajlaj remporter le premier titre de l'histoire en athlétisme pour l'Albanie.
Le 5 août suivant, Tornéus termine 8e de la finale très relevée des championnats du monde de Londres avec un saut à 8,18 m. Il mord dans ce concours un saut pour moins d'un centimètre, qui semblait valoir 8,40 m et ainsi valoir la médaille de bronze.
Le 16 juillet 2019, il annonce mettre un fin à sa carrière sportive le 1er septembre aux championnats de Suède, sans même tenter de participer aux championnats du monde de Doha.

## Palmarès
| Date | Compétition                        | Lieu                               | Résultat | Marque  |
| ---- | ---------------------------------- | ---------------------------------- | -------- | ------- |
| 2005 | Championnats d'Europe juniors      | Kaunas                             | 4e       | 7,63 m  |
| 2010 | Championnats d'Europe              | Barcelone                          | 9e       | 7,92 m  |
| 2011 | Championnats d'Europe en salle     | Paris                              | 7e       | 7,84 m  |
| 2011 | Championnats d'Europe par équipes  | Stockholm                          | 2e       | 8,19 m  |
| 2012 | Championnats d'Europe              | Helsinki                           | 3e       | 8,17 m  |
| 2012 | Jeux olympiques                    | Londres                            | 4e       | 8,11 m  |
| 2013 | Championnats d'Europe en salle     | Göteborg                           | 2e       | 8,29 m  |
| 2013 | Championnats d'Europe par équipes  | Dublin                             | 2e       | 7,95 m  |
| 2014 | Championnats du monde en salle     | Sopot                              | 3e       | 8,21 m  |
| 2014 | Championnats d'Europe              | Zurich                             | 5e       | 8,09 m  |
| 2015 | Championnats d'Europe en salle     | Prague                             | 1er      | 8,30 m  |
| 2016 | Championnats d'Europe              | Amsterdam                          | 2e       | 8,21 m  |
| 2017 | Circuit mondial en salle de l'IAAF | Circuit mondial en salle de l'IAAF | 3e       | détails |
| 2017 | Championnats d'Europe en salle     | Belgrade                           | 2e       | 8,08 m  |
| 2017 | Championnats d'Europe par équipes  | Vaasa                              | 1er      | 7,85 m  |
| 2017 | Championnats du monde              | Londres                            | 8e       | 8,18 m  |
| 2017 | Ligue de diamant                   | Ligue de diamant                   | 4e       | 8,09 m  |
| 2018 | Championnats d'Europe              | Berlin                             | 7e       | 7,86 m  |

## Records
| Épreuve          | Épreuve   | Marque      | Lieu     | Date            |
| ---------------- | --------- | ----------- | -------- | --------------- |
| Saut en longueur | Plein air | 8,44 m (NR) | Monachil | 10 juillet 2016 |
| Saut en longueur | En salle  | 8,30 m (NR) | Prague   | 6 mars 2015     |